# Den officiella OS-låten
Den officiella OS-låten är en maxisingel med Slagsmålsklubben som släpptes i augusti 2004 av skivbolaget Beat That!. Titelspåret var inte officiell OS-låt; detta var istället "Olympia" med E-Type.

## Låtlista
1. "Den officiella OS-låten" - 4:04
2. "Kiosken är vidöppen" - 2:54
3. "L är standard men inte du" - 2:10
4. "Den officiella OS-låten" (Psilodump remix) - 9:32